# Le Roncenay-Authenay
 Le Roncenay-Authenay  là một xã thuộc tỉnh Eure trong vùng Normandie miền bắc nước Pháp.